# Luca Franchini (calciatore)
Luca Franchini (Milano, 31 dicembre 1983) è un ex calciatore italiano, di ruolo difensore.

## Carriera

### Club
Debutta con l'Inter prima in Coppa Italia nel 2002 contro il Bari e poi in Serie A il 3 maggio 2003 al 46' della partita disputata a Bergamo contro l'Atalanta e terminata (1-1).
Dal 2003 al 2005 gioca in prestito, prima al Padova, poi all'Ascoli ed infine all'Ancona.
Nella stagione 2005-2006 veste la maglia della Pro Patria in Serie C1, mentre nel 2006 si trasferisce in Serie B al Mantova, dove rimane per tre stagioni, collezionando 58 presenze.
Nell'estate 2009 approda al Gallipoli, neopromosso in Serie B.
A seguito del fallimento del Gallipoli rimane svincolato.
Il 26 gennaio 2011 viene ingaggiato dal FC Südtirol in Lega Pro Prima Divisione.
Nella stagione 2012-2013 gioca con la maglia del Monza in Lega Pro Seconda Divisione, per poi ritirarsi a fine stagione per dedicarsi agli studi.
Chiude la carriera con una presenza in Serie A e 72 presenze ed una rete in Serie B.

### Nazionale
Dal 2002 al 2004 veste la maglia della Nazionale Under-20 dove colleziona 11 presenze su 19 convocazioni ricevute.

## Statistiche

### Presenze e reti nei club
| Stagione        | Squadra         | Campionato      | Campionato | Campionato | Coppe nazionali | Coppe nazionali | Coppe nazionali | Coppe continentali | Coppe continentali | Coppe continentali | Altre coppe | Altre coppe | Altre coppe | Totale | Totale |
| Stagione        | Squadra         | Comp            | Pres       | Reti       | Comp            | Pres            | Reti            | Comp               | Pres               | Reti               | Comp        | Pres        | Reti        | Pres   | Reti   |
| --------------- | --------------- | --------------- | ---------- | ---------- | --------------- | --------------- | --------------- | ------------------ | ------------------ | ------------------ | ----------- | ----------- | ----------- | ------ | ------ |
| 2002-2003       | Inter           | A               | 1          | 0          | CI              | 1               | 0               | UCL                | 0                  | 0                  | -           | -           | -           | 2      | 0      |
| 2003-2004       | Padova          | C1              | 10         | 0          | CI-C            | ?               | ?               | -                  | -                  | -                  | -           | -           | -           | 10+    | 0+     |
| ago.-dic. 2004  | Ascoli          | B               | 0          | 0          | CI              | 0               | 0               | -                  | -                  | -                  | -           | -           | -           | 0      | 0      |
| gen.-giu. 2005  | Ancona          | C2              | 11         | 0          | CI-C            | -               | -               | -                  | -                  | -                  | -           | -           | -           | 11     | 0      |
| 2005-2006       | Pro Patria      | C1              | 31         | 1          | CI+CI-C         | 1+?             | 0+?             | -                  | -                  | -                  | -           | -           | -           | 32+    | 1+     |
| 2006-2007       | Mantova         | B               | 10         | 0          | CI              | 1               | 0               | -                  | -                  | -                  | -           | -           | -           | 11     | 0      |
| 2007-2008       | Mantova         | B               | 26         | 0          | CI              | 0               | 0               | -                  | -                  | -                  | -           | -           | -           | 26     | 0      |
| 2008-2009       | Mantova         | B               | 22         | 1          | CI              | 2               | 0               | -                  | -                  | -                  | -           | -           | -           | 24     | 1      |
| Totale Mantova  | Totale Mantova  | Totale Mantova  | 58         | 1          |                 | 3               | 0               |                    | -                  | -                  |             | -           | -           | 61     | 1      |
| 2009-2010       | Gallipoli       | B               | 14         | 0          | CI              | 0               | 0               | -                  | -                  | -                  | -           | -           | -           | 14     | 0      |
| gen.-giu. 2011  | Südtirol        | 1D              | 9+2        | 0          | CI+CI-LP        | 0+?             | 0+?             | -                  | -                  | -                  | -           | -           | -           | 11+    | 0+     |
| 2011-2012       | Südtirol        | 1D              | 0          | 0          | CI-LP           | 0               | 0               | -                  | -                  | -                  | -           | -           | -           | 0      | 0      |
| Totale Südtirol | Totale Südtirol | Totale Südtirol | 11         | 0          |                 | 0+              | 0+              |                    | -                  | -                  |             | -           | -           | 11+    | 0+     |
| 2012-2013       | Monza           | 2D              | 12+3       | 0          | CI-LP           | ?               | ?               | -                  | -                  | -                  | -           | -           | -           | 15+    | 0+     |
| Totale carriera | Totale carriera | Totale carriera | 151        | 2          |                 | 5+              | 0+              |                    | 0                  | 0                  |             | -           | -           | 156+   | 2+     |

## Palmarès

### Club

#### Competizioni giovanili
- Campionato Primavera: 1

Inter: 2001-2002
- Torneo di Viareggio:1

Inter: 2002